# 迪沙·古普塔
迪沙·古普塔（英語：Disha Gupta，1999年11月18日—），美國女子羽毛球運動員。

## 簡歷
2017年4月，迪沙·古普塔出戰秘魯羽毛球國際挑戰賽，在女子單打比賽決賽中以0比2（10-21、10-21）不敵加拿大的李文珊，拿得亞軍。

## 主要比賽成績
只列出曾進入準決賽的國際賽事成績：
| 年份   | 賽事                 | 公開賽級別 | 項目     | 成績   |
| ------ | -------------------- | ---------- | -------- | ------ |
| 2016年 | 墨西哥羽毛球國際賽   | 國際系列賽 | 女子單打 | 準決賽 |
| 2017年 | 秘魯羽毛球國際挑戰賽 | 國際挑戰賽 | 女子單打 | 亞軍   |
| 2018年 | 秘魯羽毛球國際賽     | 國際系列賽 | 女子單打 | 準決賽 |
| 2019年 | 秘魯羽毛球國際賽     | 國際系列賽 | 女子單打 | 準決賽 |
| 2021年 | 薩爾瓦多羽毛球國際賽 | 國際系列賽 | 女子單打 | 準決賽 |
| 2022年 | 聖多明哥羽毛球公開賽 | 國際系列賽 | 女子單打 | 準決賽 |
| 2023年 | 秘魯羽毛球國際挑戰賽 | 國際挑戰賽 | 女子單打 | 準決賽 |
| 2023年 | 薩爾瓦多羽毛球國際賽 | 國際挑戰賽 | 女子單打 | 亞軍   |

| 2007-2017年 | 首要超級賽 | 超級賽 | 黃金大獎賽 | 大獎賽 | 國際挑戰賽 | 國際系列賽 | 未來系列賽 | 其他 |

| 2018-2026年 | 總決賽 | 超級1000賽 | 超級750賽 | 超級500賽 | 超級300賽 | 超級100賽 | 國際挑戰賽 | 國際系列賽 | 未來系列賽 | 其他 |